# Jan Petřík
Jan Petřík (* 29. srpna 1929) byl český a československý politik a poslanec Sněmovny lidu Federálního shromáždění za normalizace.

## Biografie
K roku 1971 a 1976 se profesně uvádí jako zámečník.
Ve volbách roku 1971 zasedl do Sněmovny lidu (volební obvod č. 128 - Ostrava-sever, Severomoravský kraj). Mandát obhájil ve volbách roku 1976 (obvod Ostrava-střed) a volbách roku 1981 (obvod Ostrava-střed). Ve FS setrval do konce funkčního období, tedy do voleb roku 1986.